# Wagaši
Wagaši (japonsky 和菓子) je tradiční japonská cukrovinka, která se často servíruje společně s mochi a anko k zelenému čaji, velmi často během obřadů. Toto cukroví je popisováno jako „umění pěti smyslů,“ protože má být působivé pro zrak, čich, dotek, chuť a také sluch.

## Etymologie
Vlastní slovo wagaši (和菓子) vzniklo spojením dvou slov: wa (和), které v překladu znamená „japonský“, a slova kaši (菓子), jež v moderní japonštině označuje všechny možné sladkosti. Původně se však jedná o výraz pro ovoce, popřípadě ořechy.

## Historický původ
Během období Muromači (1336 až 1573) se rozvíjel obchod mezi Japonskem a Čínou, důsledkem toho na ostrovy pronikalo mnoho kontinentálních artiklů, mezi nimi například cukr. Ten se od 16. století běžně nacházel v japonských domácnostech. Zhruba ve stejnou dobu se zde začal pít čaj. S rostoucí oblibou tohoto nápoje se začaly připravovat různé druhy čajového pečiva. V období Edo (1603 až 1868) se mezi nimi objevilo i wagaši.

## Příprava
Vlastní podoba cukrovinky je velmi variabilní, co však platí obecně pro všechny wagaši, je jemná textura, která je výsledkem dlouhé, náročné přípravy. Jednotlivé úseky výroby mají vlastní jména odvozené od poezie, historických událostí, nebo přírodních scenérií.
Hlavní složkou většiny druhů wagaši je anko pasta z červených fazolí. Fazole se uvaří a osladí, poté se rozmačkají a vypracuje se z nich těsto. Další běžnou ingrediencí jsou rýžové koláčky, rýžová mouka, agar, sezamová pasta, anebo jedlé kaštany.
Existuje mnoho receptů na wagaši, které se liší hlavně regionálně. Velký vliv na ingredience má ale také sezonnost. Obecně se pro přípravu využívají tradiční metody vaření, které předcházejí západnímu vlivu v Japonsku.

## Využití

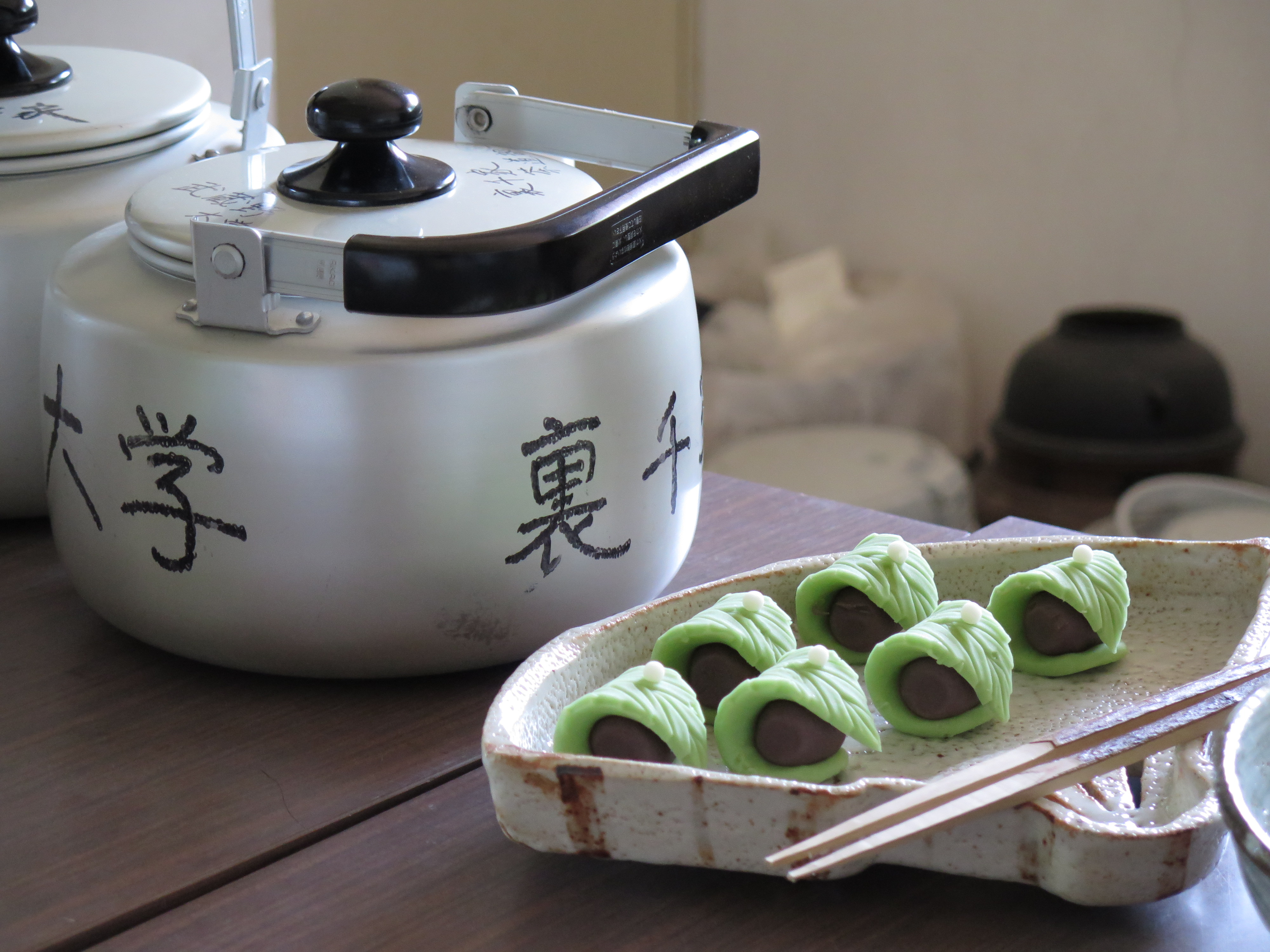
Wagaši s čajovou konvicí

Toto cukroví se typicky servíruje během čajových obřadů. Stejně tak mohou být cukrovinky použity jako drobné dárky, nebo turistická lákadla během festivalů.
Mnoho Japonců věří, že umělecké charakteristiky wagaši představují nejenom období a místo, kdy se wagaši vyrábí, ale že reprezentují i vlastní skromnou kulturu Japonska.
Prakticky každý japonský region má vlastní typické wagaši s jedinečnou recepturou, a tedy i chutí. Japonci si proto často vozí různá wagaši domů ze služebních cest a dovolených.

## Druhy
Existují desítky druhů, například:
- Daifuku podobné rýžovému koláčku naplněné fazolovou pastou
- Dango ve tvaru různých přírodnin servírované s matcha sirupem
- Dorajaki z pasty z červených fazolí
- Jókan s želatinovou konzistencí
- Konpeitó, které se servíruje pocukrované
- Kuri kinton z vařených a částečně rozmačkaných kaštanů
- Taijaki ve tvaru ryby plněné anko pastou

Wagaši se dělí podle způsobu přípravy a podle obsahu vlhkosti, které do velké míry určuje trvanlivost:
- namagaši obsahující více než 40 % vody
- han-namagaši obsahující mezi 10 a 40 % vody
- higaši obsahující méně než 10 % vody  - Dango

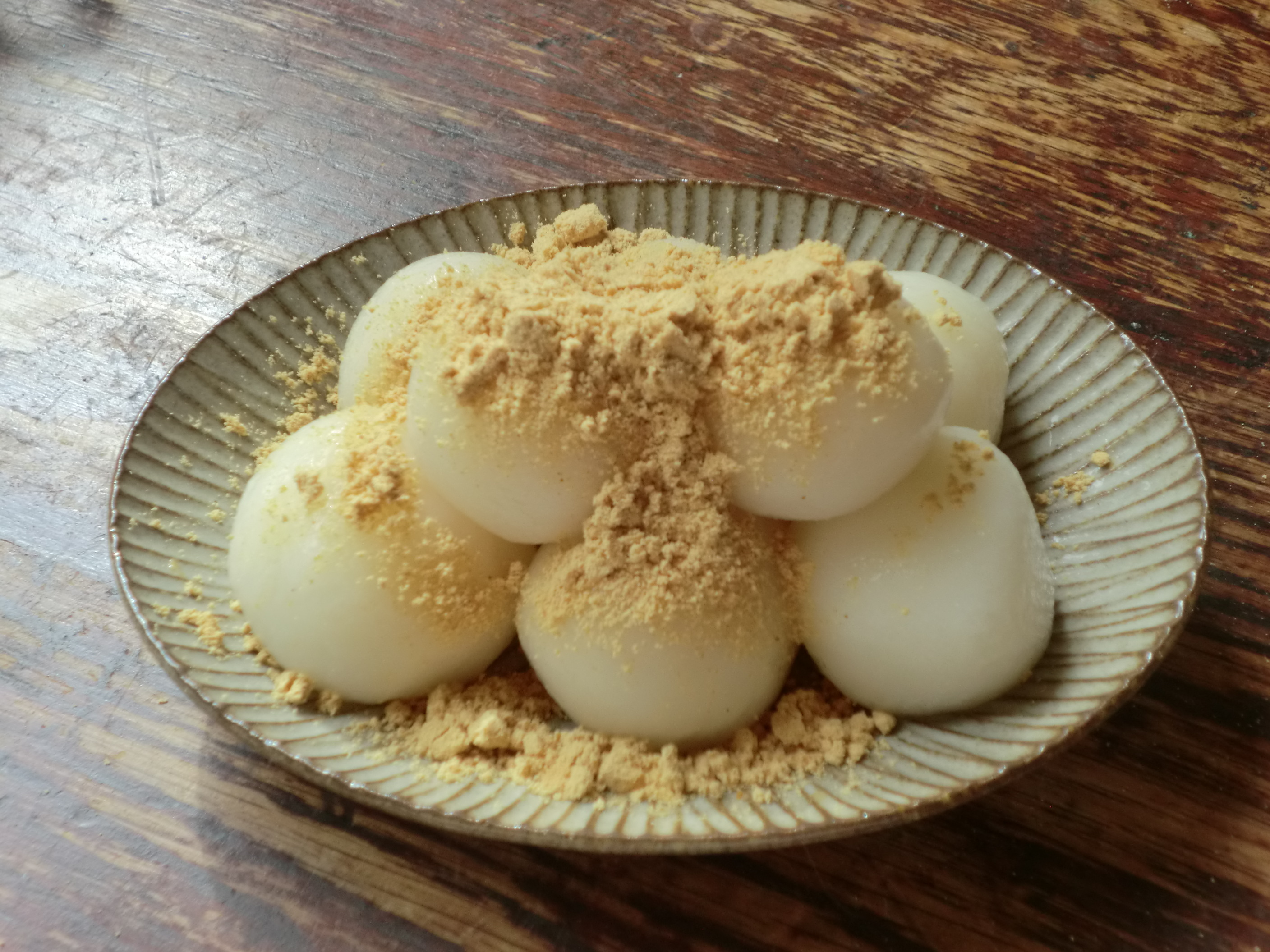
Dango
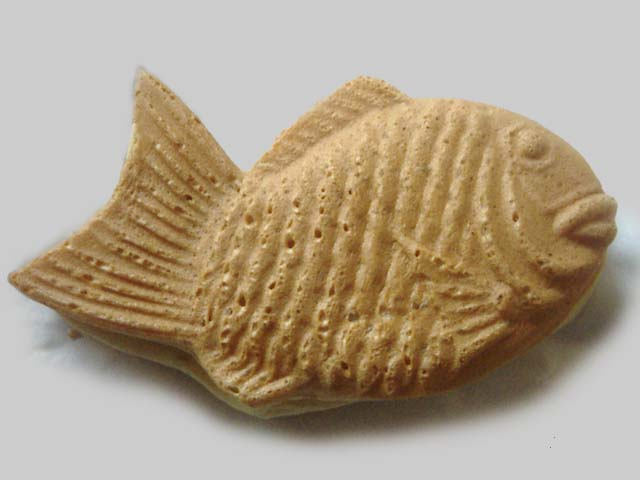
Taijaki
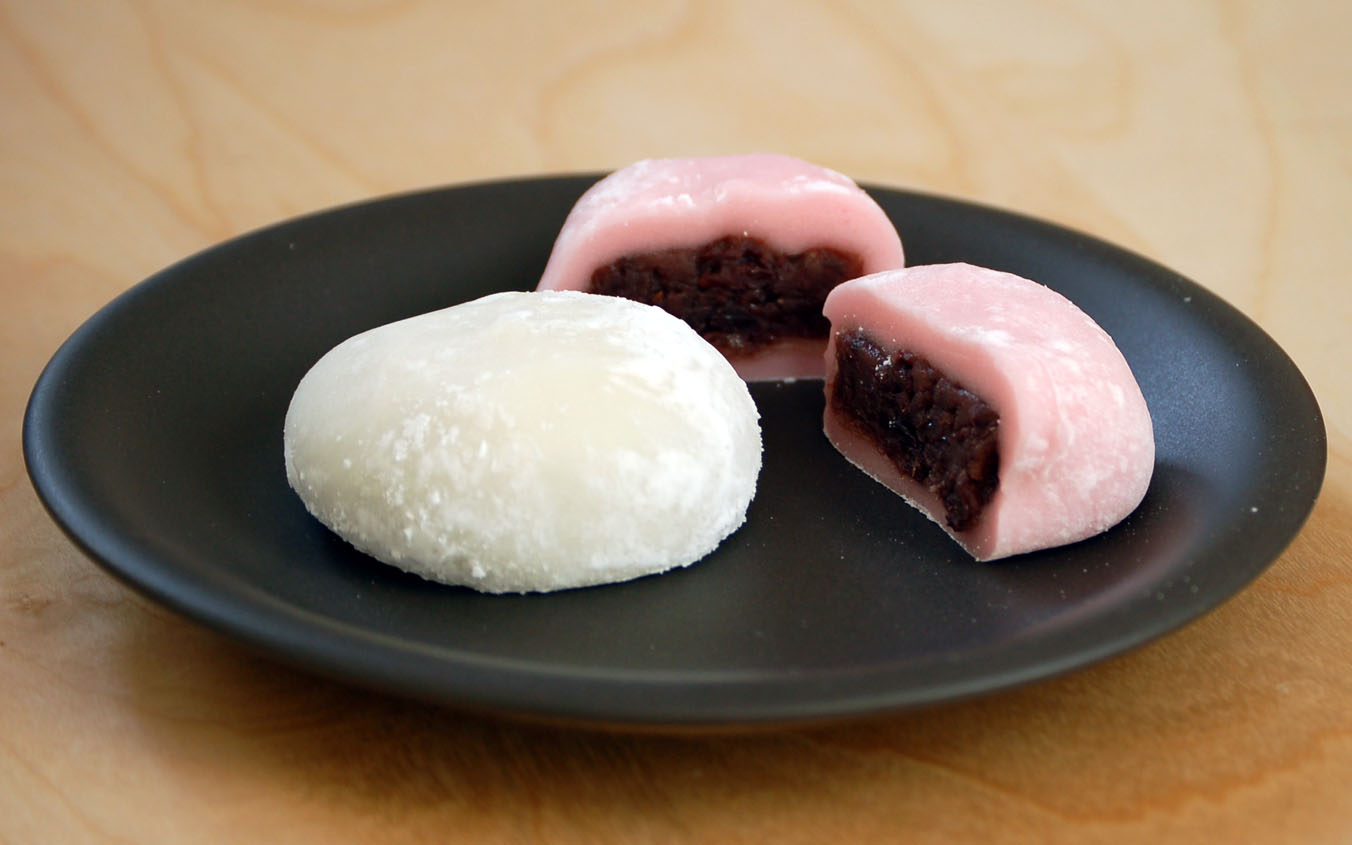
Daifuku
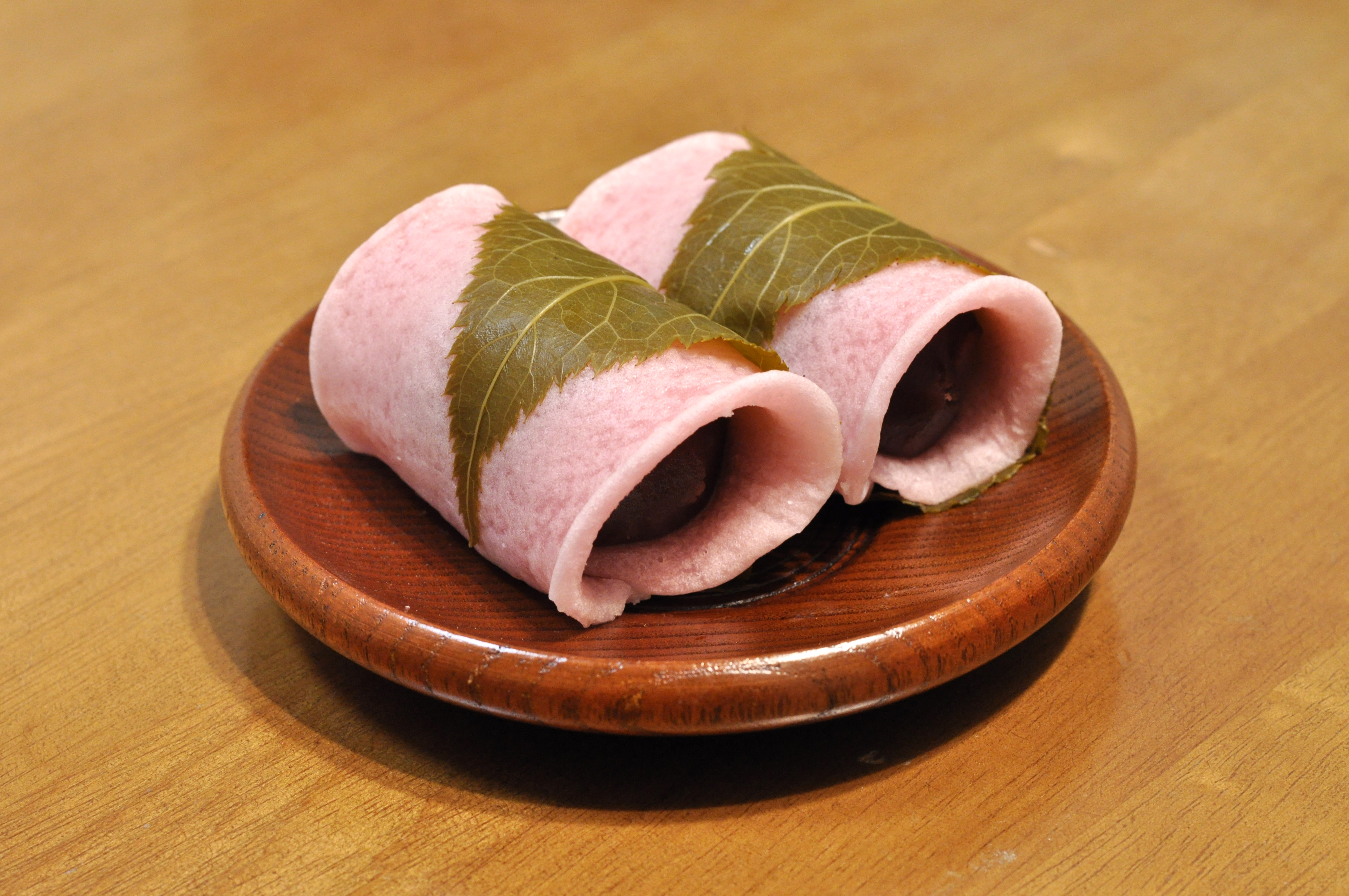
Sakuramoči
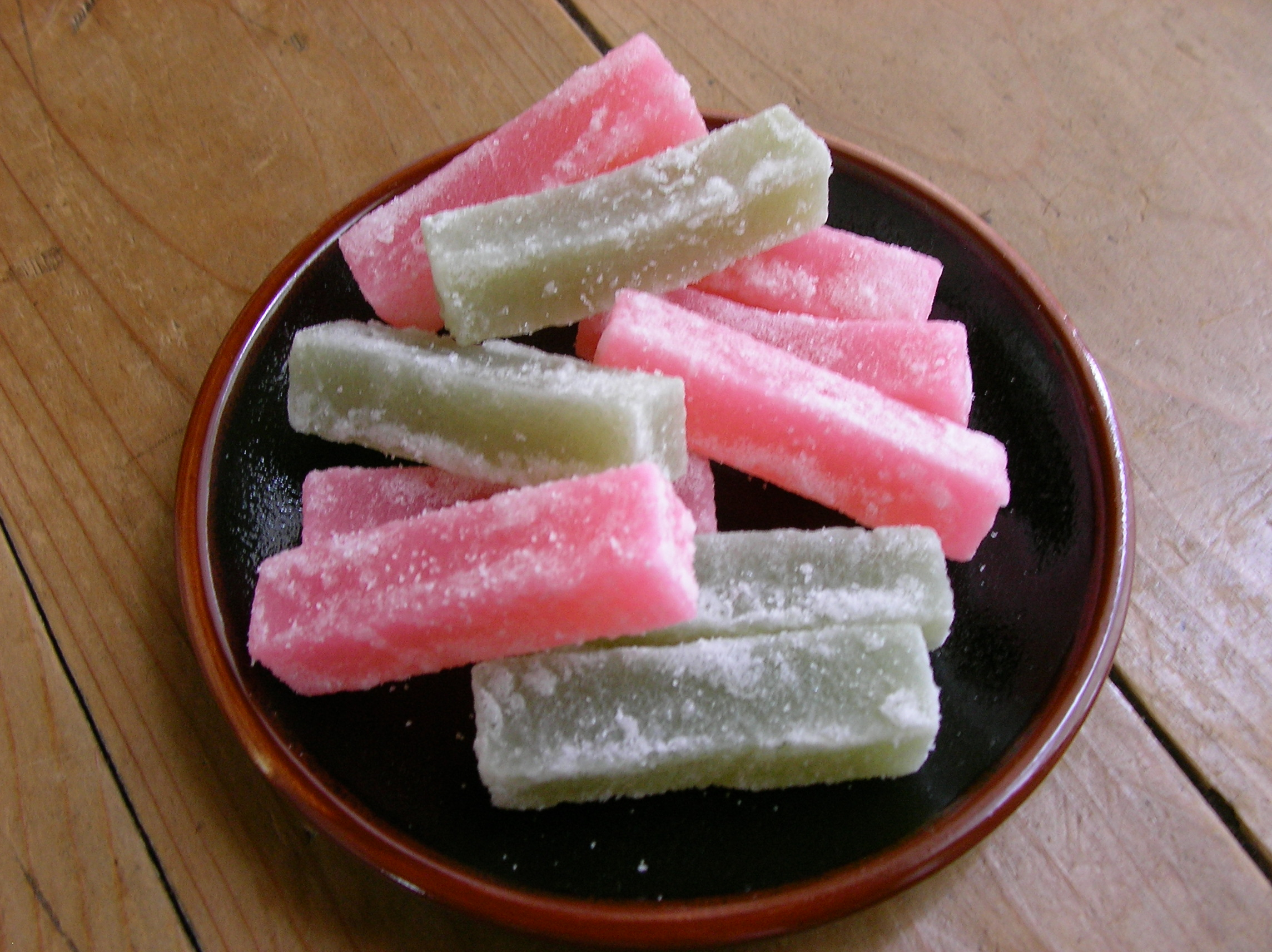
Jadorigi
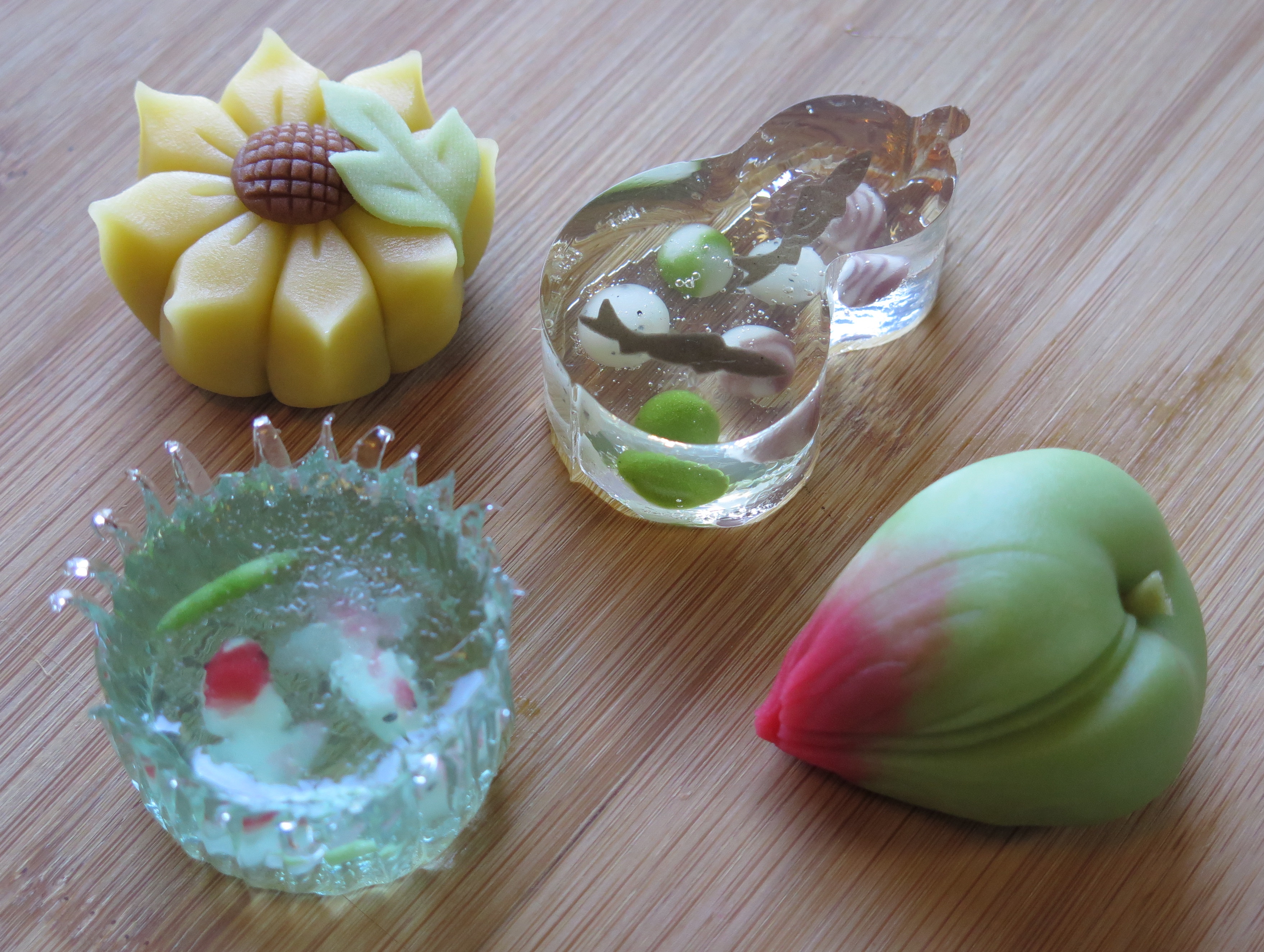
Různé letní druhy wagaši

  - Taijaki
  - Daifuku
  - Sakuramoči
  - Jadorigi
  - Různé letní druhy wagaši